# Michael McGreevey
Michael McGreevey est un acteur, scénariste, producteur et réalisateur américain né le 7 février 1948 à Phoenix, Arizona (États-Unis).

## Filmographie

### comme acteur
- 1959 : L'Homme dans le filet (The Man in the Net) : Buck Ritter
- 1959 : La Chevauchée des bannis (Day of the Outlaw) : Bobby, le fils de Vic
- 1959 : Riverboat (série télévisée) : Jimmy 'Chip' Kessler (1959-1960)
- 1960 : Chartroose Caboose : Joey James
- 1961 : The Clown and the Kid : Shawn
- 1962 : Sammy, the Way-Out Seal (TV) : Arthur Loomis
- 1964 : For the Love of Willadean (TV) : J.D. Gray
- 1967 : La Route de l'Ouest (The Way West) : Brownie Evans
- 1968 : Les Années fantastiques (The Impossible Years) : Andy McClaine
- 1969 : Une poignée de plombs (Death of a Gunfighter), de Don Siegel et Robert Totten : Dan Joslin
- 1969 : L'Ordinateur en folie (The Computer Wore Tennis Shoes) : Schuyler
- 1970 : Dial Hot Line (en) de Jerry Thorpe (TV) : Peter
- 1970 : Wacky Zoo of Morgan City (TV) : Ralph
- 1970 : Le Virginien (TV) saison 9 épisode 10 (Experiment at new life) : Toby Wheeler
- 1971 : If Tomorrow Comes (TV) : Harlan Phillips
- 1972 : Michael O'Hara the Fourth (TV) : Norman
- 1972 : Pas vu, pas pris (Now You See Him, Now You Don't) de Robert Butler : Richard Schuyler
- 1972 : 3 Étoiles, 36 Chandelles (Snowball Express) : Wally Perkins
- 1973 : Harry O: Such Dust As Dreams Are Made On : Bobby
- 1975 : L'Homme le plus fort du monde (The Strongest Man in the World) de Vincent McEveety : Schuyler
- 1976 : Un candidat au poil (The Shaggy D.A.) : Sheldon
- 1979 : Mysterious Island of Beautiful Women (TV) : Danny

### comme scénariste
- 1994 : Surfers détectives ("High Tide") (série télévisée)
- 1978 : Ruby and Oswald (TV)

### comme producteur
- 1982 : Fame ("Fame") (série télévisée)

### comme réalisateur
- 1998 : Jungle Book: Lost Treasure